# Mariano de Jesús Euse Hoyos
Mariano de Jesús Euse Hoyos, né le 14 octobre 1845, mort le 13 juillet 1926, est un prêtre catholique colombien, ordonné en 1872 pour le diocèse de Santa Rosa de Osos.
D'origine rurale, il œuvre dans sa paroisse d'Angostura en protecteur et défenseur des pauvres et des ouvriers agricoles. Apprécié pour ses prédications simples et efficaces, il s'occupe beaucoup des besoins sociaux et spirituels de tous, particulièrement des pauvres, des ouvriers agricoles, des malades, des enfants. Il reconstruit l'église, encourage la foi et les dévotions populaires. Il vit pauvrement, prie beaucoup, et sa réputation de sainteté s'étend. Il meurt d'infection après 47 ans dans sa paroisse,.
Le pape Jean-Paul II décrète sa béatification et en préside lui-même la cérémonie, le 9 avril 2000.

## Biographie

### Jeunesse, formation
Mariano de Jesús Euse Hoyos est né le 14 octobre 1845 à Yarumal, dans le département d'Antioquia en Colombie. Il est l'aîné des sept enfants de Pedro Euse et de Rosalía de Hoyos Echeverri, à une époque troublée, avec des sentiments anti-religieux,. Il est baptisé le lendemain 15 octobre. Il reçoit le sacrement de confirmation en 1847. Son arrière-grand-père Pedro Euse était originaire de Normandie, en France.
En 1860, il intègre le collège Saint-Joseph of Marinilla, où il étudie les mathématiques et poursuit ses études avec d'excellents résultats. À l'âge de 16 ans, en 1861, il manifeste le désir de devenir prêtre. Il est alors confié à son oncle prêtre, Firmino Hoyos, qui est le curé de la paroisse de Girardota et qui lui procure une formation culturelle et spirituelle,.
Il entame ses études pour la prêtrise le 3 février 1869 au nouveau séminaire ouvert à Medellín. Il est ordonné prêtre le 14 juillet 1872. Il commence son ministère sacerdotal comme vicaire de son oncle, jusqu'à la mort de celui-ci en janvier 1875. Il est transféré l'année suivante à Yarumal,.

### Curé d'Angostura

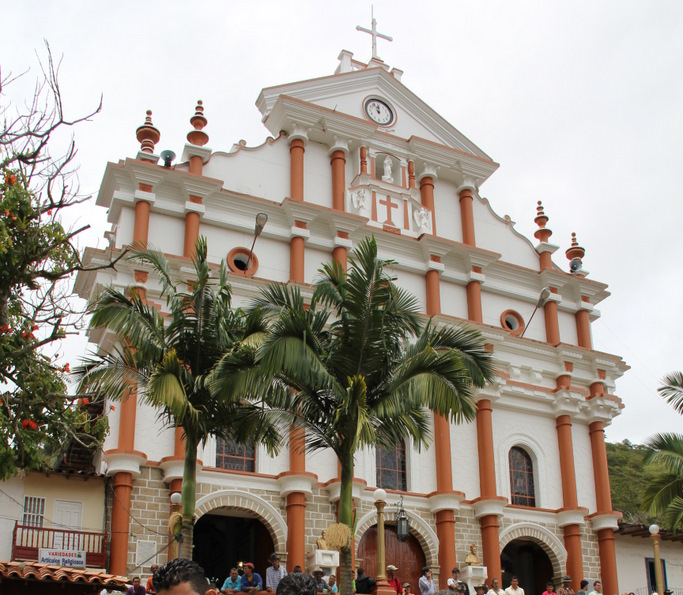
L'église Saint-Joseph d'Angostura, qu'il fait reconstruire.

En 1878, il est affecté à la paroisse d'Angostura où il passera le reste de sa vie. C'est là qu'il prend conscience des difficultés paroissiales, comme la reconstruction d'une église appropriée : la reconstruction est interrompue par manque de fonds, auquel s'ajoutent des difficultés techniques, et des menaces de guerre qui interrompent le chantier. Au bout d'un an, il arrive à surmonter les difficultés et l'église est achevée. Quatre ans après son arrivée, il est nommé curé de la paroisse le 21 janvier 1882, après la mort du vieux Père Rudesindo Correa,.
Il est alors bien apprécié pour ses prédications simples et efficaces. Il s'occupe notamment des besoins sociaux et spirituels des pauvres de la région, avec une particulière sympathie pour les ouvriers agricoles, qu'il appelle souvent « les nobles du Christ »,.
Il prend sur ses propres ressources pour atténuer les difficultés et la misère des plus faibles. Il rend fréquemment visite aux malades et les assiste à toute heure du jour et de la nuit. Il s'occupe des enfants et des jeunes avec douceur et simplicité, pour les guider sur le chemin des bonnes habitudes et de la vertu.
Sa réputation de sainteté gagne la région. Les difficultés que lui occasionnent les autorités civiles ne l'arrêtent pas. Il continue à servir avec zèle. Son apostolat persévérant et efficace donne de nombreux fruits, et laisse un grand souvenir à la population.
Il vit pauvrement, avec austérité. Il prie constamment, puisant dans la prière la source de son apostolat et de sa vie sacerdotale. Très attaché à l'Eucharistie, à la Sainte Vierge, aux anges, aux saints, il aime Dieu par-dessus tout. Il désire la gloire de Dieu et le salut des âmes de ses paroissiens et du monde entier.
Sa paroisse se trouve dans une région où la guerre civile sévit souvent, entre deux camps dont aucun ne favorise la foi chrétienne ; il doit donc à plusieurs reprises se cacher dans des grottes ou dans la montagne pour échapper aux combattants,. Il encourage cependant les dévotions et pratiques religieuses comme la dévotion au Sacré Cœur, et il encourage la récitation du rosaire dans les familles.
Malade, il est alité à partir de la mi-juin 1926 à cause d'une grave infection. Atteint d'entérite le 12 juillet, il meurt d'infection urinaire le lendemain matin 13 juillet 1926,. Il a dit sur son lit de mort : « J'ai déjà vécu assez longtemps. Maintenant mon plus grand désir est d'être réuni avec mon Jésus »,.

## Béatification

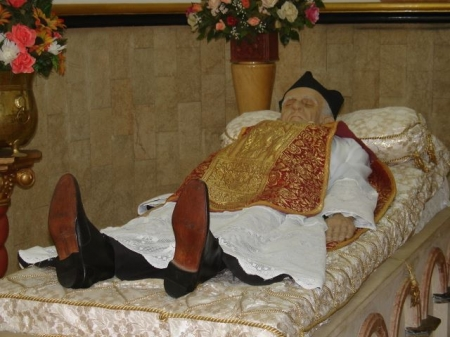
Tombeau de Mariano de Jesús Euse Hoyos

### Reconnaissance de l'héroïcité des vertus
La procédure de béatification est ouverte au niveau diocésain à Santa Rosa de Osos le 2 avril 1982, après que la Congrégation pour la cause des saints ait donné le « nihil obstat » (« Rien ne s'y oppose ») à la cause. Le titre de « serviteur de Dieu » est donné au prêtre. L'enquête informative s'achève et le dossier est reçu à Rome le 21 décembre 1984.
La Positio (documents, biographie, témoignages et argumentaire en faveur de l'héroïcité des vertus) est alors soumise aux autorités romaines pour une étude approfondie de la cause. Les théologiens donnent leur approbation au dossier le 9 mai 1989. La Congrégation pour la cause des saints donne son aval le 19 décembre 1989. Enfin le pape Jean-Paul II signe le 3 mars 1990 le décret reconnaissait l'héroïcité des vertus de Mariano de Jesús Euse Hoyos, qui est ainsi proclamé « vénérable ».

### Reconnaissance d'un miracle
La reconnaissance d'un miracle est requise pour l'éventuelle béatification. Le miracle qui permet la béatification concerne un prêtre, Rafael Gildardo Velez Saldarriaga, né en 1912, originaire de Medellin, opéré de la prostate in 1970 et qui a développé un cancer sur sa cicatrice en 1982. Des opérations sont pratiquées, il est traité au cobalt et aux œstrogènes et semble guéri. Mais en mars 1987 il contracte un œdème aux jambes, qui empire en elephantiasis. Des métastases surviennent dans la moelle épinière et le cas semble désespéré. En septembre 1987 il commence à montrer des signes d'amélioration, en deux mois l'œdème est réduit, la cellulite et les métastases disparaissent pratiquement. Des médecins et des scientifiques l'examinent en juin 1991 et déclarent qu'il n'y a pas d'explication scientifique pour cette guérison. Des évaluations supplémentaires ont lieu en 1997, qui montrent que le prêtre est guéri.
Cette guérison fait l'objet d'une enquête, puis de la validation de la Congrégation pour la cause des saints le 11 octobre 1996. La commission médicale se réunit deux fois sur cette cause, le 5 février 1998 et le 4 avril suivant, pour discuter et reconnaître la guérison comme médicalement inexpliquée. La Congrégation pour la cause des saints consulte alors des théologiens, qui se prononcent pour la reconnaissance du miracle le 25 septembre 1998. La Congrégation reconnaît effectivement le miracle le 2 février 1999. Le pape Jean-Paul II approuve la reconnaissance du miracle le 26 mars 1999.

### Célébration de béatification
Le pape Jean-Paul II préside la cérémonie la béatification le 9 avril 2000 sur la place Saint-Pierre, au Vatican. Mariano de Jesús Euse Hoyos est proclamé bienheureux. Lors de son homélie, le pape en parle comme d'un don de Dieu ; il souhaite « que son lumineux témoignage de compréhension, de service, de solidarité et de pardon soit un exemple en Colombie et également une aide appréciable pour continuer à travailler à la paix et à la réconciliation totale dans ce pays bien-aimé ».
Sa fête est le 14 juillet. Le postulateur de la cause pour une éventuelle canonisation est le P. Antonio Sáez de Albéniz.